# Vizconde de Vila Moura
Bento de Oliveira Cardoso e Castro Guedes de Carvalho Lobo (Grilo, Baião, 8 de noviembre de 1877 — Oporto, 3 de septiembre de 1935), primer y único vizconde de Vila Moura, formado en Derecho, fue un político, intelectual y escritor decadentista, que, entre otras funciones, fue diputado a las Cortes de la Monarquía Constitucional Portuguesa. Mantenía correspondencia epistolar con Fernando Pessoa, fue cronista de la revista A Águia y autor de ensayos sobre la literatura portuguesa, cuentos y romances, de entre los cuales se destaca en 1912, la obra Nova Safo, por el coraje en el abordaje de temas como el lesbianismo, la necrofilia y la homosexualidad masculina que provocó un gran escándalo en la época.

## Biografía
Nació en la freguesia de São João Baptista de Grilo, concejo de Baião, hijo de Alexandre Vicente Rodrigues Cardoso, licenciado en Derecho y latifundista, y de su esposa Maria Cândida de Oliveira e Castro, de la Casa de Eira de Portomanso, en el mismo concejo.
Oriundo de la mejor aristocracia de la región, se licenció en Derecho en la Universidad de Coímbra en 1900, siendo nombrado ese mismo año Vizconde de Vila Moura por decreto del rey Carlos I de Portugal. Heredó de sus padres grandes propiedades, convirtiéndose en uno de los mayores latifundistas del concejo de Baião. No habiéndose casado, murió sin descendencia.
Ya como estudiante en Coímbra, se reveló como un escritor dotado, iniciando a partir de 1906 la publicación de una extensa obra literaria, que incluye diversos géneros, desde el cuento, el romance y la novela, hasta el ensayo literario. Fue seguidor de la estética decadentista, rechazando el positivismo y el naturalismo neorrealista. Algunas de sus obras tiene un cuño marcadamente sensual, con referencias explícitas a la homosexualidad, lo que levantó un escándalo en su momento.
En política fue militante del Partido Regenerador, por el que fue elegido diputado por el distrito de Oporto Oriental en las elecciones generales de 1908. Prestó juramento el 2 de mayo de 1908, integrando durante el mandato diversas comisiones parlamentarias. Desempeñó también las funciones de secretario de la Cámara de los Diputados en algunas sesiones. Sus intervenciones se centraron en el área de las comunicaciones, destacando aquellas sobre los ferrocarriles, en las cuestiones referentes a la viticultura de Oporto y en materias de instrucción pública y de salud.
Con la implantación de la República Portuguesa abandonó la política activa, recogiéndose a la ciudad del Oporto y dedicándose casi en exclusivo a la actividad literaria. Fue en el periodo posterior a 1910 que publicó la parte esencial de su obra, revelándose un escritor de gran mérito.

## Obra
Lista de obras publicada por el Vizconde de Vila-Moura:
- A Moral na Religião e na Arte (Coímbra, 1906)
- A Vida Mental Portuguesa (Coímbra, 1908)
- Nova Safo - tragédia estranha: romance de patología sensual (Lisboa, 1912)
- Doentes da Beleza (Porto, 1913)
- Boémios (contos e novelas, Porto, 1914)
- António Nobre - seu génio e sua obra (Porto, 1915)
- Os Últimos: romance (Porto, 1918)
- Obstinados (Porto, 1921)
- Pão Vermelho: Sombras da Grande Guerra (Porto, 1923)
- O Imaginário (Porto, 1924)
- Almas do Mar (Porto, 1924)
- Luz Fremente: novela (Porto, 1924)
- Calvário de um Violento (Porto, 1924)
- Cristo de Alcácer: novel (Porto, 1924)
- "Palma Mater": novela (Porto, 1924)
- Um Homem de Treze Anos (Porto, 1924)
- O Poeta da Ausência (Porto, 1926)
- Cariátide (Porto, 1927)
- Entre Mortos (Porto, 1928)
- O Incêndio (1933)
- Dor Errante… (Porto, 1933)
- Piedade (Porto, 1934)
- Novos Mitos (Porto, 1934)